# Liste christlicher Gemeinschaften in Russland
Die Liste christlicher Gemeinschaften in Russland führt christliche Gemeinschaften und Bewegungen in Russland vom 14. Jahrhundert bis in die Gegenwart auf. Die meisten existierten oder existieren außerhalb des Patriarchats von Moskau.

## Geschichte

### Mittelalter
Im Mittelalter gab es erste oppositionelle Bewegungen innerhalb der orthodoxen Kirche in Russland, besonders im Mönchtum (Nil Sorski).

### Altgläubige seit dem 17. Jahrhundert
Im 17. Jahrhundert entstanden zahlreiche kleinere orthodoxe Gemeinschaften in Russland, die die Reformen des Patriarchen Nikon seit 1652 ablehnten (Altgläubige). 1667 wurden sie aus der Russisch-Orthodoxen Kirche ausgeschlossen.
In den folgenden Jahrhunderten bildeten sich weitere Gemeinschaften, die in ihren Ansichten und der geistlichen Praxis stark von orthodoxen Traditionen abwichen (priesterlose Altgläubige).
Seit dem 18. Jahrhundert bildeten sich auch einige protestantische Gemeinschaften in Russland, anfangs vor allem durch deutsche Siedler.

### Katakombenkirche und Auslandskirche im 20. Jahrhundert
In den 1920er Jahren entstanden in der Sowjetunion oppositionelle Gemeinden im Untergrund, die eine Annäherung der Russisch-Orthodoxen Kirche an die Regierung ablehnten (Katakombenkirche). In den USA und Westeuropa wurde die Russische Orthodoxe Kirche im Ausland gegründet, mit vielen Gemeinden russischer Exilanten.

### Neugründungen seit 1990
1990 schuf die Russische Orthodoxe Kirche im Ausland auch Strukturen in der Sowjetunion und nahm viele unabhängige Gemeinden der Katakombenkirchen auf. In den folgenden Jahren entstanden daraus einige neue Kirchen, die meist nach einigen Jahren wieder an Resonanz verloren.
2007 trennten sich viele Gemeinden von der Russischen Orthodoxen Kirche im Ausland, nachdem diese sich der Russisch-Orthodoxen Kirche angeschlossen hatte, und unterstellten sich anderen Kirchen (Russische Orthodoxe Kirche im Ausland unter Agathangelos).

## Orthodoxe Gemeinschaften bis zum 17. Jahrhundert
- Strigolniki (Стригольники), seit 14. Jahrhundert, Mönchsbewegung[1]
- Judaisierende (Жидовствующие), seit 15. Jahrhundert, Mönchsbewegung mit Hinwendung zu jüdischen Ritualen, nach Mönch Zacharias Skara (Schara)

- Josephianer (Iossifljane,  иосифляне) oder Stjaschateli (Стяжатели), Mönchsbewegung seit Ende des 15. Jahrhunderts, für ein äußerlich formales Mönchsleben, nach Joseph Wolozki
- Uneigennützige (Nestjaschateli, Нестяжатели), Mönchsbewegung Ende 15. Jahrhundert, für asketisches und eremitisches Leben

## Altgläubige Gemeinschaften
Seit 1666/67 spalteten sich verschiedene Gemeinschaften von der Russisch-Orthodoxen Kirche ab, nach den Reformen von Patriarch Nikon.
Diese wurden als Altgläubige (Starovery, староверы) oder Altritualisten (Staroobrjadčestvo, Старообрядчество) bezeichnet. Auch diskreditierend als Raskolniki (Abgespaltete, Raskol'niki, Раскольники).
Sie unterteilten sich in zwei Gruppen:

### Priesterliche Altgläubige
Die Priesterlichen Altgläubigen (Popowzy) hielten an dem alten Ritus fest, der vor den Reformen gegolten hatten. Sie waren orthodox.
- Onuphriosgemeinschaft (Onufrievščina, Онуфриевщина),[2] auch Awwakumgemeinschaft (Avvakumovščina, Аввакумовщина)[3]
- Semejskije Familiäre (Semejskie, Семейские), auch Tschasowennyje (Časovennye, Часовенные, von Часовня – Kapelle)[2]

Heute gibt es die Kirchen
- Russisch-Altorthodoxe Kirche (Russkaja Drevlepravoslavnaja Cerkov', Русская Древлеправославная Церковь)
- Russisch-Orthodoxe Altritualistische Kirche (Русская Православная Старообрядческая Церковь)
- Orthodoxe Altritualistische Kirche

### Priesterlose Altgläubige
Die Priesterlosen Altgläubige (Bespopowzy, беспоповцы) waren zahlreiche kleinere Gemeinschaften, die teilweise stark von der Orthodoxie abweichende Lehren und Glaubensformen entwickelten. Sie waren meist asketisch ausgerichtet, oft mit ekstatischen Elementen.
- Aaronowzen (Aaronovcy, Аароновцы), auch Aaronovo soglasie (Аароново согласие),[2]
- Abissinzy (Abissincy, Абиссинцы)[2]
- Antipowo Soglassije (Besdeneschniki) (Antipovo Soglasie (Bezdenežniki), Антипово Согласие (Безденежники))
- Babuschkiny (Großmütterliche, Babuškiny, Бабушкины)[2]
- Beglopopowzy (Überläuferpriesteranhänger) (Beglopopovcy, Беглопоповцы)[2]
- Begunski tolk (Begunskij tolk, Бегунский толк)
- Beguny (Flüchtige, Läufer, Fliehende, Herumirrende) (Beguny, Бегуны)[2] , auch Begonny
- Butteresser, siehe Maslowzi
- Černobol'cy (Чернобольцы), siehe Tschernobolzy
- Chlysten (Chlysty, Хлысты), auch Gottesleute (Ljudi božii)
- Dunkas Vertrauen
- Dyrniki (Dyrniki, Дырники) oder Dyromoljai (Löcher- oder Lochbeter)[4]
- Feodosijaner (Fedoseevcy, Федосеевцы)[5]
- Fjodorowzy (Fëdorovcy, Фёдоровцы),[6] (Fjodor Rybalkin)
- Iljinisten (Il'incy, auch Ilintsy, Ильинцы),[3] auch Jehovisten  (Ijegowisty-Iljinzy, Iegovisty-il'incy, Иеговисты-ильинцы)
- Lipowanische Christliche Kirche vom Alten Ritus
- Lutschinkowzy (Lučinkovcy, Лучинковцы)
- Luschkowzy (Luzhkovtsy, Lužkovcy, Лужковцы)[2][7]
- Melchisedeki[4]
- Morelschiki (Sich Opfernde)
- Motschalniki (Immer Schweigende)
- Nemoljaken, Nemoljaki (Немоляки) („Nichtbeter“)
- Nenaschi (Nicht-Unsere)
- Neplatelschtschiki (Neplatel'ščiki, Неплательщики)
- Netowzen (Verneiner, Netovcy, Нетовцы) oder Spassowzen (Spasovskij)
- Neues Israel (Novyj Izrail', Новый Израиль)
- Obschtschieje
- Panijaschkowzy (Паниашковцы)
- Pastuchowo soglasie (Hirtenkonvention) (Pastuchovo soglasie)
- Philipponen  (Филипповцы, Filippovcy), auch Filippianer[8]
- Podpol'niki
- Pomoren (Pomorcy, Поморцы), auch Pomorjanen, auch Danilowzen (Danilovščina, Даниловщина), heute Altorthodoxe Pomorische Kirche[2][9]
- Postniki (Postniki, постники)
- Priguny (Springer)
- Pustynniki (Pustynniki, Пустынники)
- Rjabinowzy (Ebereschler) (Rjabinovcy, Рябиновцы)[4]
- Samokreschtschenzy (Selbsttäufer) (Samokreshhency; wiss. Transliteration Samokreščency, Самокрещенцы,[4][10] siehe Babuschkiny)
- Schtschelniki (Höhlen- oder Spaltengucker)
- Selbsttäufer, siehe Samokreščency
- Seufzende, siehe Wosdychanzi
- Sich Opfernde, siehe Morelschiki
- Skitalzi (Herumirrende), siehe Beguny
- Skopzen (Verschnittene, Selbstverstümmler,  Skopcy, Скопцы)
- Sopelkowzy (Sopelkovcy, Сопелковцы)
- Sredniki (Mittwöchler)[4]
- Stary Israil (Staryj Izrail', Старый Израиль)
- Stranniki (Stranniki, Странники)  (Pilger), siehe Beguny
- Titlowzy (Titlovcy, Титловцы)[4][11]
- Tokarevcy (токаревцы) (Anhänger Grigori Tokarews)[12][13]
- Trjassuny (Zitterer)
- Troparschiki (Troparščiki, Тропарщики).[14] Siehe auch Troparion.
- Tschernobolzy (Černobol'cy, Чернобольцы)[2]
- Wosdychanzy bzw. Wosdüchanzü (Seufzende)
- Zitterer, siehe Trjassuny
- Ziwyje Pokojniki (lebend zur Ruhe Gelangte)

18. Jahrhundert
- Duchoborzen, seit frühen 18. Jahrhundert
- Subbotniki (Субботники), seit etwa 1796, judaisierende Gemeinschaft

19. Jahrhundert
- Aristowzen (Aristovcy, Аристовцы), seit 19. Jahrhundert, Abspaltung aus Theodosianern in St. Petersburg
- Kapitonen ((Kapitony, Капитоны)), 19. Jahrhundert, nach Starez Kapiton
- Schaloputen (Šaloputy, Шалопуты, Geistliche Christen oder Brüder des geistlichen Lebens), seit etwa 1875
- Weißhemden (Beloriszy, Белоризцы), seit etwa 1880

## Weitere Bewegungen
- Sjutajew-Bewegung (Сютаевцы), 1876–1892 im Gouvernement Twer, von Wassili Sjutajew, ethisch ausgerichtet, in Liebe tätig sein, beeinflusste L. N. Tolstoi
- Tolstojaner (Tolstovcy, Толстовцы), seit 1880er Jahre entstanden nach den Lehren von Lew Tolstoi, einfaches Leben in gegenseitiger Liebe
- Abstinente (Trezvenniki, Трезвенники oder Čurikovcy, Чуриковцы) seit 1880er Jahre in Gouvernement Samara und Sankt Petersburg, völliger Verzicht auf Alkohol[3]
- Podgorny-Bewegung (Podgornovcy, Подгорновцы), Ende 19. Jahrhundert in Gouvernement Charkow, Gemeinschaft von Frauen, gegründet von Wassili Podgorny[2]
- Henochianer (Jenochowcy, Еноховцы),  seit 1897, Gouvernement Astrachan und Samara, apokalyptisch, bis 1930er Jahre
- Dobroljubowianer (Dobroljubovcy Добролюбовцы), seit 1899 in Governments Samara und Orenburg, mystisch, von Dichter Alexander Dobroljubow,
- Johanniten  (Ioannity, Иоанниты), Anfang des 20. Jahrhunderts, Anhänger von Johannes von Kronstadt
- Innozentisten (Innokent'evcy, Иннокентьевцы), seit 1908 in Bessarabien, von Mönch Innozenz, Verzicht auf Eigentum

Nach 1917
- Lebende Kirche (Живая церковь), auch Erneuerungsbewegung (обновленчество), 1917 abgespaltene Kirchen
- Katakombenkirche (катакомбная церковь), seit 1920er Jahren Untergrundkirche
- Wahre Orthodoxe Kirche (Истинно-православная церковь), seit 1920er Jahren verschiedene  Kirchen, bis heute[15][16]
- Apokalyptisten (Apokalipsisty, Апокалипсисты), seit 1923 in der Ukraine, apokalyptisch orientiert[3]
- Russische Orthodoxe Kirche im Ausland, seit 1927, Auslandskirche, seit 2007 im Patriarchat von Moskau
- Russische Autonome Orthodoxe Kirche (Российская Автономная Православная Церковь), 1995 von Russischer Orthodoxer Kirche im Ausland abgespalten

## Protestantische Gemeinschaften
- Baptisten; auch Evangeliumschristen-Baptisten, seit 19. Jahrhundert, anfangs deutscher Herkunft
- Lutherische Kirchen
- Maljowanzen (Малёванцы), seit 1880er Jahre in der Ukraine und Weißrussland
- Mennoniten, Russlandmennoniten, seit 18. Jahrhundert, deutscher Herkunft
- Molokanen (Молокане), seit zweiter Hälfte des 18. Jahrhunderts, orthodoxer Herkunft
- Mormonen (Mormony, Мормоны), auch Samara-Mormonen (Mormony samarskie, Мормоны самарские)[2][17]
- Muraschkowianer (Muraškovcy, Мурашковцы), seit 1920er Jahre in Weißrussland und Ukraine, evangelikal-apokalyptisch, heute kleine Gruppen in Ukraine, Weißrussland[18][19][20][21][22]

- Paschkowianer (Paschkowzy, Пашковцы), seit etwa 1875, missionarisch tätig
- Quäker[23]
- Reformierte Gemeinden
- Siebenten-Tags-Adventisten
- Skakunen (Skakuny, Скакуны), seit 1872 in Estland und St. Petersburg
- Stundisten (Stundisty, штундисты), auch Stundobaptisten, seit 19. Jahrhundert, russische Gemeinden
- Uschkowaiset (Uškovajzet, Ушковайзет), seit 1875 in Karelien,[2]
- Zeugen Jehovas (Свидетели Иеговы)

## Katholische Gemeinschaften
- Altkatholische Kirche der Mariaviten, 1906 als „geduldete Sekte“ von der Duma legalisiert (ostpolnische Mariaviten waren damals auf russischem Territorium)

## Kirchen und Gemeinschaften  der Gegenwart

### Orthodoxe Kirchen und Gemeinschaften

#### Kanonische Kirchen
- Russisch-Orthodoxe Kirche, seit 988
- Russische Orthodoxe Kirche im Ausland, seit 1927,  zu Russisch-Orthodoxer Kirche seit 2007

#### Altgläubige Kirchen
- Russisch-Altorthodoxe Kirche (Русская Древлеправославная Церковь), priesterliche Altgläubige
- Russisch-Orthodoxe Altritualistische Kirche (Русская Православная Старообрядческая Церковь), priesterliche Altgläubige
- Altorthodoxe Pomorische Kirche, priesterlose Altgläubige

#### Weitere Kirchen
- Orthodoxe Gesellschaft der christlichen Abstinenten des Bruders Johannes Tschurikow (Православное Общество Христиан-Трезвеников Братца Иоанна Чурикова), seit 1991 von Alkoholabstinenten
- Russische Orthodoxe Autonome Kirche, seit 1994, aus Russischer Orthodoxer Kirche im Ausland abgespalten
- Russische Wahre Orthodoxe Kirche (Русская Истинно-Православная Церковь), 1997 aus Russischer Orthodoxer Kirche im Ausland abgespalten[24]
- Russische Wahre Orthodoxe Kirche (Российская Истинно-Православеая Церковь), 1997 aus Ukrainischer Autokephaler Orthodoxer Kirche abgespalten[25]
- Orthodoxe Kirche Russlands (Православная Церковь России), 1999 aus Russischer Wahrer Orthodoxer Kirche abgespalten unter Metropolit Rafail[26]
- Russische Orthodoxe Kirche im Exil, auch  Russische Orthodoxe Kirche im Ausland unter Witali (Русская Православная Церковь Заграницей под омофором Метрополита Виталия), 2001 aus Russischer Orthodoxer Kirche im Ausland abgespalten
- Wahre russisch-orthodoxe Kirche, 2003, apokalyptische Gemeinschaft[27]
- Russische Orthodoxe Kirche im Ausland unter Antonius (Русская православная церковь зарубежная (Антония)), offiziell Russische Orthodoxe Kirche (Российсская Православная Церковь), 2006 aus Russischer Orthodoxer Kirche im Ausland (Witali) abgespalten
- Wahre Orthodoxe Kirche Moldawiens, 2007 aus Russischer Orthodoxer Kirche im  Ausland (Witali) abgespalten
- Russische Orthodoxe Kirche im Ausland unter Agathangelos (Русская Православная Церковь Заграницей под омофором Агафангела), 2007 von Russischer Orthodoxer Kirche im Ausland abgespalten, nach deren Zusammengehen mit der Russisch-Orthodoxen Kirche
- Wahre Orthodoxe Kirche Russlands (Истинно-Православная Церковь России), 2008 aus Wahrer Orthodoxer Kirche Griechenlands (Kirykos-Synode) gebildet

### Protestantische Kirchen und Gemeinschaften
- Evangelisch-Lutherische Kirche in Russland, größte lutherische Kirche
- Evangelisch-Lutherische Kirche des Ingermanlandes in Russland

### Katholische Kirchen und Gemeinschaften
- Römisch-katholische Kirche in Russland

## Gemeinschaften innerhalb des Patriarchats von Moskau
- Josephianer (Iossifljane,  иосифляне) oder Stjaschateli (Стяжатели), Mönchsbewegung seit Ende des 15. Jahrhunderts, für ein äußerlich formales Mönchsleben, nach Joseph Wolozki
- Uneigennützige (Nestjaschateli, Нестяжатели), Mönchsbewegung Ende 15. Jahrhundert, für asketisches und eremitisches Leben
- Jedinowerzy (Eingläubige, Eingläubigkeitler) (Edinovercy, Единоверцы), Altgläubige innerhalb des Patriarchats von Moskau
- Namensgläubigkeit (Imjaslawije), ab 1907, theologische Richtung in der russisch-orthodoxen Theologie, besonders unter Mönchen auf dem Athos